# Юлемісте (озеро)
Юлемісте (ест. Ülemiste järv) — озеро на околиці Таллінна. Є джерелом питної води міста з XIV століття. За даними 2005 року середнє споживання води становило 60 829 м³ на добу.
Розташоване на території мікрорайону Юлемістеярве у південній частині району Кесклінн. На озері є один острів площею 1,1 га
Озеро дренує річка Хар'япєа
Поряд з озером розташовані Талліннський аеропорт і торговий центр Ülemiste.

## Тваринний світ
В озері проживають різні види риб, в тому числі вугрі, завезені сюди 1986 року. Хижі риби складають лише 5% від загальної кількості риб.

## Міфологія
За естонськими легендами озеро Юлемісте утворилось зі сліз дівчини Лінди, яка, присівши на валун, оплакувала свого загиблого чоловіка мужа Калева.
Широко поширена й легенда про старця з Юлемісте. У тих, кого він зустріне на своєму шляху, він питає: «Таллінн вже добудували?» Якщо хтось відповість, що добудували, то, відповідно до легенди, озеро Юлемісте затопить місто. З цієї причини будівництво в Таллінні не має припинятись.